# Фермоський університет
Фермо́ський університе́т (італ. Università fermana; англ. University of Fermo) — у 1398 — 1826 роках університет в Італії, в місті Фермо. Один із важливих італійських освітніх закладів. Заснований 1398 року з дозволу римського папи Боніфація IX. Був передовим університетом в галузі медицини часів Відродження і Католицької Реформи. 1585 року папа Сикст V санкціонував розширення закладу. Славився учителями, а особливо — медиками. В університеті вчилися не лише італійці, але й також іспанці, португальці та австрійці. Закритий 1826 року через брак ресурсів указом Учбової конгрегації Римської Курії. Інша назва — Ферма́нський університе́т.

## Історія
Фермоський університет як studium generale заснований 16 січня 1398 року з дозволу римського папи Боніфація IX.
1585 року папа Сикст V видав буллу, якою перезаснував Фермоський університет. Він став одним з освітніх центрів, в якому велику роль грали єзуїти.
1609 року місто Фермо та архієпископ Фермоський уклали угоду, за якою погоджувалися підтримувати університет. Вони надавали закладу кадри для викладання теології, граматики та філософії.
Університет закрився 1826 року через неможливість міста Фермо підтримувати його діяльність